# Dramalj
Dramalj falu Horvátországban, Tengermellék-Hegyvidék megyében. Közigazgatásilag Crikvenicához tartozik.

## Fekvése
Fiumétól 30 km-re délkeletre, községközpontjától 4 km-re északnyugatra a Krk-szigetet a horvát tengerparttól elválasztó Vinodoli-csatorna partján fekszik.

## Története
A régészeti leletek tanúsága szerint Dramalj területe már az őskorban lakott volt, ezt bizonyítják a hozzá tartozó Kačjakon talált kőkorszaki emlékek. A település keletkezésének időpontja ismeretlen. Az az erdős terület, ahol egykor létrejött a középkori Belgrad templomához tartozott. A település neve nagyon korai keletkezésről árulkodik, a „dram” ugyanis egy régi görög súlymérték volt. Mivel kereskedelmi út mentén feküdt valószínűleg már az ókorban éjszakai szálláshely volt itt. Az első település 6–7. század körül létesülhetett. Amikor a horvátok ősei a 8. században ide érkeztek nem ismerték a hely nevének pontos eredetét, így azt a saját nyelvükhöz igazítva az „alj” képzőt ragasztották hozzá. Ezt követően a településnek mindig ez volt a neve, bár a plébánia alapítása után a „Sveta Jelena” elnevezést is gyakran használták.
Ez a vidék a középkorban sokat szenvedett a kalózok támadásaitól. Ilyen támadások után a partok közelében szinte kihalt a táj, csak nagyon gyér lakosság maradt itt. Az 1680-as évekig a településnek nem volt egyházi épülete sem, részben a driveniki, részben a belgradi plébániához tartozott. A két plébánia közötti határ a tengerpartra merőlegesen osztotta két részre a települést, melynek területén 1680 körül egy kis Szent Ilona kápolna épült. Ezt Stipan Livak 1754-ből származó feljegyzése erősíti meg, mely szerint Dramaljban nyolcvan évvel korábban épült a Szent Ilona kápolna, mely a mai templom helyén állt. A kápolnát 1727-ben említi először Pohmajević püspök. A település első írásos említése is viszonylag későn Franjo Mužević 1706-ból fennmaradt, Dramaljban kelt végrendeletében történt. Dramalj jelentősége egyházi szempontból 1789-től növekedett, amikor állandó káplánt helyeztek a településre. Ekkor Dramaljnak 222, az ide tartozó Kačjaknak 45 lakosa volt. A káplán 1809-ben teljes önállóságot kapott, ez egyben a plébánia megalapítását jelentette. 1812-re már fel is épült az új plébániatemplom, melyet szintén Szent Ilona tiszteletére szenteltek. Ez a francia megszállás időszaka. Ebben az időben népesült be Melehovo, Poljice, valamint a főút melletti Manestri és Klanfari településrész. A legenda szerint Manestri egy a lengyel Tátrából származó francia katonáról, Manestarról kapta a nevét, aki itt telepedett le és alapított családot. A Manestar név ma is az egyik legelterjedtebb vezetéknév Dramaljban. Az 1827-es összeírás szerint Dramalj összesen 433 lelket számlált, településrészei Sveta Jelena (180 lakos), Manestri (90 lakos), Selca (33 lakos), Lokvica (30 lakos), Kačjak (15 lakos), Dirakovice (65 lakos) és Poljica (20 lakos) voltak.
1857-ben 530, 1910-ben 1153 lakosa volt. A trianoni békeszerződésig Modrus-Fiume vármegye Crikvenicai járásához tartozott. A két világháború között a helyiek megélhetési feltételei igencsak nehezek voltak. A lakosság legnagyobb része az építőiparban dolgozott. A legtöbben kőművesként és építőipari segédmunkásként keresték kenyerüket, de sok volt az asztalos, a lakatos, a szabó, a cipész, a vendéglátó ipari munkás és a halász is. A háztartások rendelkeztek kisebb földterületekkel, de sok dramaljinak voltak birtokai a Velebit-csatorna túloldalán, a Krk-sziget északi részén is.
A gazdasági világválság idején a kőművesek többsége elveszítette munkáját és közmunkával kezdett foglalkozni, melyet rendszerint nem pénzben, hanem főként kukoricában fizettek ki. Ekkor létesült a mai Milovan Mužević utca, a település Crikvenicára menő főutcája, melyet a helyiek csak kukorica útnak („kukuruzna cesta”) neveztek. A Manestar fivérek támogatásával önkéntes munkával 1925 és 1928 között felépült a horvát nemzeti ház, tulajdonképpeni kultúrház. 1937-ben megalapították a dramalji labdarúgó egyesületet a Mornart. 1939-ben megalakult a dramalji nemzeti olvasókör, a kommunista fiatalság gyülekezőhelye, melynek már a kezdeteknél 130 tagja volt, de 1940/1941 telén betiltották. 1941 tavaszán Dramaljt olasz csapatok szállták meg és április 10-én német és olasz gyámság alatt létrejött a Független Horvát Állam, melynek Dramalj is része lett. Ezen belül Dramalj az olasz befolyási övezethez tartozott. 1943 őszén az olasz kapitulációt követően német és usztasa csapatok szállták meg. Megszaporodtak a megszállók elleni partizánakciók, a partizánokhoz sok dramalji is csatlakozott. A település végül 1945. április 16-án szabadult fel. A háború után egyre inkább turisták fogadására rendezkedett be. Dramalj ma Crikvenica városától Kačjak turistatelepig húzódik. Lakói főként turizmusból és vendéglátásból élnek. A kedvező klimatikus és földrajzi feltételek, valamint Fiume és Crikvenica közelsége miatt az utóbbi időben egyre kedveltebb turista célponttá vált. Számos magánnyaraló, szálláshely, üdülő és szálloda épült. A Kačjak-félszigeten bungalókból, pavilonokból, sportlétesítményekből, éttermekből és diszkó klubokból álló turistatelep épült fel. Dramaljban magában is több étterem, három nagyobb üzlet, kultúrház és posta található. 2011-ben 1486 lakosa volt, nyáron lakosainak száma többszörösére növekszik.

## Lakosság

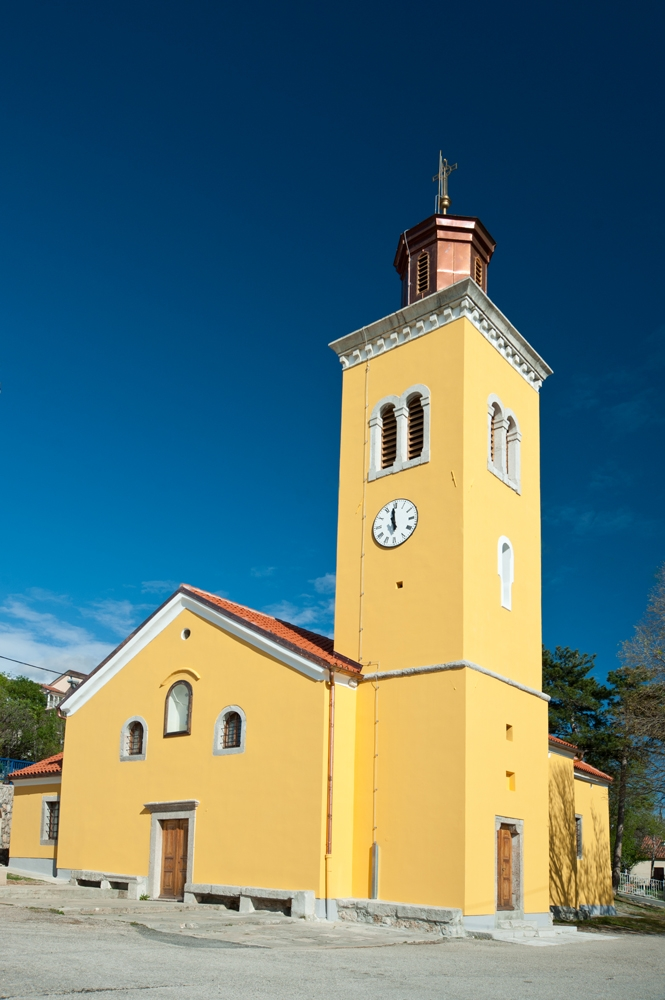
A Szent Ilona plébániatemplom

| Lakosság változása | Lakosság változása | Lakosság változása | Lakosság változása | Lakosság változása | Lakosság változása | Lakosság változása | Lakosság változása | Lakosság változása | Lakosság változása | Lakosság változása | Lakosság változása | Lakosság változása | Lakosság változása | Lakosság változása | Lakosság változása |
| ------------------ | ------------------ | ------------------ | ------------------ | ------------------ | ------------------ | ------------------ | ------------------ | ------------------ | ------------------ | ------------------ | ------------------ | ------------------ | ------------------ | ------------------ | ------------------ |
| 1857               | 1869               | 1880               | 1890               | 1900               | 1910               | 1921               | 1931               | 1948               | 1953               | 1961               | 1971               | 1981               | 1991               | 2001               | 2011               |
| 530                | 667                | 731                | 818                | 1020               | 1153               | 1217               | 1121               | 745                | 904                | 858                | 745                | 731                | 1230               | 1456               | 1486               |

## Nevezetességei
Szent Ilona tiszteletére szentelt plébániatemploma 1812-ben épült késő barokk stílusban, a többi vinodoli plébániatemplom (Bribir, Crikvenica) mintájára. Érdekessége, hogy helyi kőművesek és kőfaragók munkája. Oromzatos homlokzatának jobb oldalán áll a harangtorony, felül szűk, sokszögletes sisakcsúccsal. Berendezése 19. századi, a szószék 1837-ben készült. Ugyanebben az időben készült az oltár is oltárképpel.
Védett épület a Pazdehova településrészen, a Domijan testvérekről elnevezett sétányon található olajprés. Egyszerű, durván megmunkált kőből épített, nyeregtetős 19. századi épület az olajbogyó zúzásához és sajtolásához szükséges felszereléssel. Portálja boltíves, kőkeretes, ablakai négyszögletesek, kőkeretesek.